# Кастул Римский
Кастул — мученик Римский. День памяти 18 декабря. При римском императоре Диоклетиане, после многочисленных жестоких истязаний живым был засыпан землёй.
Кастул жил в Риме, был императорским сановником, тайным христианином. У него тайно (в императорском дворце) собирались христиане, которых выдал один из собиравшихся — Торкват. Христиан, в числе которых был святой Севастиан — кого казнили, кого замучили до смерти, а жена Кастула, Ирина, пришла ночью, чтобы похоронить тело святого Севастиана, но обнаружила, что он жив и принесла в свой дом. Святой Севастиан вскоре излечился, но всё равно был казнён, а тело его брошено в мусорный ров, а Кастул, был к тому времени тоже брошен в ров и живым засыпан землёй.